# Louise Mensch
Pour les articles homonymes, voir Mensch.
Louise Mensch, née le 28 juin 1971, est une femme politique britannique du mouvement conservateur. Elle démissionne le 6 août 2012 de son mandat de députée pour se consacrer à ses enfants.
Depuis 2016, elle est à la tête du site internet d'opinion Heat Street (en).

## Biographie
Mensch révèle en mai 2016 avoir reçu un diagnostic de trouble déficitaire de l’attention avec hyperactivité (TDAH), et réalisa qu’elle « s’automédiquait » avec du vin pour le stress et, par conséquent, qu’elle avait presque complètement abandonné l’alcool.

## Remarques sur la Grèce
En juin 2014, le journal grec respecté Kathimerini a rapporté des remarques de Mensch sur son profil Twitter à propos des Grecs : 
« F*** you, Greece. Nasty things happening to nasty people. »
« Va te faire f**tre, la Grèce. Des choses mauvaises arrivent à des gens mauvais. »
Ces remarques ont ensuite été signalées ailleurs dans la presse grecque et dans les médias.